# Krystal Ball
Krystal Marie Ball (nascida em 24 de novembro de 1981) é uma jornalista, política e âncora norte-americana do Rising with the Hill's Krystal Ball and Saagar Enjeti, um programa de notícias hospedado por The Hill. Ball foi o candidata do Partido Democrata ao Congresso no 1º distrito congressional da Virgínia nas eleições de 2010, perdendo para o republicano Rob Wittman. Ela co-aprensentou o noticiário da tarde da MSNBC, The Cycle, de junho de 2012 a julho de 2015.